# ジプシー・タエコ
ジプシー・タエコ（Gypsy Taeko、本名：加瀬多恵子、1972年4月20日 - ）は、千葉県出身の女子プロボクサーである。オザキボクシングジム所属。元日本ミニフライ級1位。

## 来歴
2000年、スピードジムよりプロデビュー。
2001年、山木ジム（現山木ボクシングジム）に移籍。
2003年6月25日、日本ミニフライ級王座決定戦に挑戦するが、後に世界王座も獲得する袖岡裕子に判定負け。2004年2月22日に袖岡に再挑戦も、KOで返り討ちに遭う。
2005年、オザキジムへ移籍。
2006年、怪我のため引退。